# Juan Jacob González Rodríguez
Juan Jacob González Rodríguez (Santa Cruz de Tenerife, 8 de febrer de 1978) és un exfutbolista professional canari, que ocupava la posició de defensa.

## Trajectòria[1]
Format a les categories inferiors del CD Tenerife, debuta amb els canaris a la campanya 98/99, a primera divisió en partit contra la UD Salamanca. Eixa campanya, el Tenerife baixa a Segona Divisió. A la categoria d'argent continuen les aparicions del defensa, que suma 18 partits la temporada 00/01, en la qual els illencs recuperen el lloc a la màxima divisió.
A l'any següent, és cedit al Racing Club de Ferrol, però a causa de les lesions tan sols disputa 11 partits. La temporada temporada 02/03 torna a ser cedit, ara al Burgos CF, de Segona Divisió B. En aquesta categoria milita a la posterior campanya, amb el Nàstic de Tarragona.
El 2004 hi retorna a les Canàries per militar a la UD Fuerteventura, amb qui descendeix a Tercera Divisió. Després d'un any al Raqui San Isidro, el 2006 es retira del futbol professional per recalar a l'amateur Unión Tejina, on hi juga dues campanyes.